# ده بارز
ده بارز، روستایی از توابع بخش منج شهرستان لردگان در استان چهارمحال و بختیاری است.

## جمعیت
این روستا در دهستان بارز قرار دارد و براساس سرشماری مرکز آمار ایران در سال ۱۳۸۵، جمعیت آن ۲۹۹ نفر (۵۸خانوار) بوده‌است.